# Phenax laxiflorus
Phenax laxiflorus är en nässelväxtart som beskrevs av Hugh Algernon Weddell. Phenax laxiflorus ingår i släktet Phenax och familjen nässelväxter. Inga underarter finns listade i Catalogue of Life.